# Grammy Latino de 2021
A 22.ª edição anual do Grammy Latino foi realizada em 18 de novembro de 2021, no MGM Grand Garden Arena, em Las Vegas, para homenagear os melhores lançamentos musicais da música latina lançados de 1 de junho de 2020 a 31 de maio de 2021. As indicações foram anunciadas em 28 de setembro de 2021. A cerimônia foi transmitida ao vivo pela Univision. 
Em junho de 2021, o músico panamenho Rubén Blades foi nomeado Personalidade do Ano pela Academia Latina da Gravação, ao contrário do ano passado, onde a cerimônia principal ocorreu de maneira normal, mas o prêmio de Personalidade do Ano não foi entregue nem a cerimônia de premiação ocorreu devido à pandemia de COVID-19, a cerimônia de entrega do prêmio deste ano ocorreu em 17 de novembro de 2021, um dia antes da cerimônia principal, como costuma acontecer.
Os cantores e músicos Martinho da Vila, Emmanuel, Pete Escovedo, Sheila E., Fito Páez, Milly Quezada, Joaquín Sabina e Gilberto Santa Rosa receberam o Prêmio Excelência Musical, enquanto o produtor mexicano Guillermo "Memo" Acosta e o acordeonista colombiano Egidio Cuadrado são os vencedores deste ano do Prêmio da Junta Diretiva.

## Vencedores e indicados
Os vencedores estão listados em primeiro e destacados em negrito.

### Geral
| Gravação do Ano | Álbum do Ano |
| --- | --- |
| - "Talvez" – Caetano Veloso e Tom Veloso - "Si Hubieras Querido" – Pablo Alborán - "Todo De Ti" – Rauw Alejandro - "Un Amor Eterno (Versión Balada)" – Marc Anthony - "A Tu Lado" – Paula Arenas - "Bohemio" – Andrés Calamaro e Julio Iglesias - "Vida de Rico" – Camilo - "Suéltame, Bogotá" – Diamante Eléctrico - "Amém" – Ricardo Montaner, Mau y Ricky, Camilo e Evaluna Mountaner - "Dios Así Lo Quiso" – Ricardo Montaner e Juan Luis Guerra - "Te Olvidaste" – C. Tangana e Omar Apollo                                          | - Salswing! – Rubén Blades e Roberto Delgado & Orquesta - Vértigo – Pablo Alborán - Mis Amores – Paula Arenas - El Último Tour del Mundo – Bad Bunny - Mis Manos – Camilo - Nana, Tom, Vinícius – Nana Caymmi - Privé – Juan Luis Guerra - Origen – Juanes - Un Canto por México, Vol. II – Natalia Lafourcade - El Madrileño – C. Tangana |
| Canção do Ano | Melhor Artista Revelação |
| - "Patria y Vida" – Yotuel, Gente De Zona, Descemer Bueno, Maykel Osorbo e El Funky - "A Tu Lado" – Paula Arenas - "A Veces" – Diamante Eléctrico - "Agua" – Tainy e J Balvin - "Canción Bonita" – Carlos Vives e Ricky Martin - "Dios Así lo Quiso" – Ricardo Montaner e Juan Luis Guerra - "Hawái" – Maluma - "Mi Guitarra" – Javier Limón, Juan Luis Guerra e Nella - "Que Se Sepa Nuestro Amor" – Mon Laferte e Alejandro Fernández - "Si Hubieras Querido" – Pablo Alborán - "Todo De Ti" – Rauw Alejandro - "Vida De Rico" – Camilo | - Juliana Velásquez - Giulia Be - María Becerra - Bizarrap - Boza - Zoe Gotusso - Humbe - Rita Indiana - Lasso - Paloma Mami - Marco Mares |

### Pop
| Melhor Álbum Pop Vocal | Melhor Álbum Pop Vocal Tradicional |
| --- | --- |
| - Mis Manos – Camilo - Dios Los Cría – Andrés Calamaro - Munay – Pedro Capó - K.O. – Danna Paola - De México – Reik                                              | - Privé – Juan Luis Guerra - Vértigo – Pablo Alborán - Mis Amores – Paula Arenas - Doce Margaritas – Nella - Atlántico a Pie – Diego Torres |
| Melhor Canção Pop | |
| - "Vida de Rico" – Camilo - "Adiós" – Sebastián Yatra - "Ahí" – Nella - "Canción Bonita" – Carlos Vives e Ricky Martin - "La Mujer" – Mon Laferte e Gloria Trevi | |

### Urbana
| Melhor Fusão/Interpretação Urbana | Melhor Interpretação Reggaeton |
| --- | --- |
| - "Tattoo (Remix)" – Rauw Alejandro & Camilo - "El Amor es una Moda" – Alcover, Juan Magán e Don Omar - "Nathy Peluso: BZRP Music Sessions, Vol. 36" – Bizarrap e Nathy Peluso - "Diplomatico" – Major Lazer com part. de Guaynaa - "Hawái (Remix)" – Maluma e The Weeknd | - "Bichota" – Karol G - "Tu Veneno" – J Balvin - "La Tóxica" – Farruko - "Caramelo" – Ozuna - "La Curiosidad" –Jay Wheeler, DJ Nelson e Myke Towers                                                   |
| Melhor Álbum de Música Urbana | Melhor Canção Rap/Hip Hop |
| - El Último Tour del Mundo – Bad Bunny - Goldo Funky – Akapellah - Monarca – Eladio Carrion - ENOC – Ozuna - Lyke Mike – Myke Towers | - "Booker T" – Bad Bunny - "Condenados" – Akapellah - "La Vendedora de Placer" – Lito MC Cassidy - "Sana Sana" – Nathy Peluso - "Snow Tha Product: BZRP Music Sessions" - Bizarrap e Snow Tha Product |
| Melhor Canção Urbana | |
| - "Patria y Vida" – Yotuel, Gente De Zona, Descemer Bueno - "A Fuego" – Farina - "Agua" – Tainy e J Balvin - "Dákiti" – Bad Bunny e Jhay Cortez - "La Curiosidad" – Jay Wheeler, DJ Nelson e Myke Towers                                                                  | |

### Rock
| Melhor Álbum de Rock | Melhor Canção de Rock |
| --- | --- |
| - El Pozo Brillante – Vicentico - Curso de Levitación Intensivo – Bunbury - Control – Caramelos de Cianuro - Los Mesoneros Live Desde Pangea – Los Mesoneros - Luz – No Te Va Gustar      | - "Ahora 1" – Vicentico - "Distintos" – De La Tierra - "El Sur" – Love of Lesbian com part. de Bunbury - "Hice Todo Mal" – Las Ligas Menores - "Venganza" – No Te Va Gustar e Nicki Nicole |
| Melhor Álbum Pop/Rock | Melhor Canção Pop/Rock |
| - Origen – Juanes - Mira Lo que Me Hiciste Hacer – Diamante Eléctrico - Mis Grandes Éxitos – Adan Jodorowsky e The French Kiss - V. E. H. N. – Love of Lesbian - El Reflejo – Rayos Laser | - "Hong Kong" – C. Tangana e Andrés Calamaro - "A Veces" – Diamante Eléctrico - "Cosmos (Antisistema Solar)" – Love of Lesbian - "El Duelo" – Zoé - "Ganas" – Zoe Gotusso                  |

### Alternativa
| Melhor Álbum de Música Alternativa | Melhor Canção Alternativa |
| --- | --- |
| - Calambre – Nathy Peluso - Kick I – Arca - Tropiplop – Aterciopelados - Cabra – La Casa del Sombrero - Un Segundo MTV Unplugged – Café Tacvba | - "Nominao" – C. Tangana e Jorge Drexler - "Agárrate" – Nathy Peluso - "Antidiva" – Aterciopelados - "Confía" – Gepe e Vicentico - "Te Olvidaste" – C. Tangana e Omar Apollo |

### Tropical
| Melhor Álbum de Salsa | Melhor Álbum de Cumbia/Vallenato |
| --- | --- |
| - Salsa Plus! – Rubén Blades e Roberto Delgado & Orquesta - En Cuarentena – El Gran Combo De Puerto Rico - El Día Es Hoy – Willy García - Colegas – Gilberto Santa Rosa - En Barranquilla Me Quedo, El Disco Homenaje a Joe Arroyo – Vários artistas | - Las Locuras Mías – Silvestre Dangond - Pa' Que Se Esmigajen los Parlantes – Diego Daza e Carlos Rueda - De Buenos Aires para el Mundo – Los Ángeles Azules - Esencia – Felipe Peláez - Noche de Serenata – Osmar Pérez e Geño Gamez                                                  |
| Melhor Álbum Merengue/Bachata | Melhor Álbum Tropical Tradicional |
| - Es Merengue ¿Algún Problema? – Sergio Vargas - Bachata Queen – Alexandra - Love Dance Merengue – Manny Cruz - El Papá de la Bachata, Su Legado (Añoñado I, II, III, IV) – Luis Segura - Insensatez – Fernando Villaona                             | - Cha Cha Chá: Homenaje a lo Tradicional – Alain Pérez, Issac Delgado e Orquesta Aragón - Gente con Alma – José Aguirre Cali Big Band - Chabuco en La Habana – Chabuco - Solos – Jon Secada e Gonzalo Rubalcaba - Alma Cubana – Leoni Torres                                           |
| Melhor Álbum Tropical Contemporâneo | Melhor Canção Tropical |
| - Brazil305 – Gloria Estefan - Legendarios – Billos - Río Abajo – Diana Burco - Acertijos – Pedrito Martínez - La Música del Carnaval – XX Aniversario – Juventino Ojito y Su Son Mocaná                                                             | - "Dios Así lo Quiso" – Ricardo Montaner e Juan Luis Guerra - "Bolero a la Vida" – Omara Portuondo com part. de Gaby Moreno - "Mas Feliz Que Ayer" – Chabuco - "Pambiche de Novia" – Juan Luis Guerra - "Un Sueño Increíble (Homenaje a Jairo Varela)" – Dayhan Díaz e Charlie Cardona |

### Cantor-Compositor
| Melhor Álbum Cantor Compositor |
| --- |
| - Seis – Mon Laferte - Alemorología – AleMor - Mendó – Alex Cuba - Mañana Te Escribo Otra Canción – Covi Quintana - El Árbol y el Bosque – Rozalén |

### Regional Mexicano
| Melhor Álbum de Música Ranchera/Mariachi | Melhor Álbum de Música Banda |
| --- | --- |
| - A Mis 80's – Vicente Fernández - Cuanto te Enamores – El Bebeto - #Charramillennial - Lady – Nora González - Ayayay! (Súper Deluxe) – Christian Nodal - Soy México – Pike Romero                                       | - Nos Divertimos Logrando lo Imposible – Grupo Firme - Concierto Mundial Digital Live – Banda El Recodo de Cruz Lizárraga - Vivir la Vida – Banda Los Recoditos - Sin Miedo al Éxito – Banda Los Sebastianes - Llegando al Rancho – Joss Favela                 |
| Melhor Álbum de Música Tejana | Melhor Álbum de Música Nortenha |
| - Pa' la Pista y Pa'l Pisto, Vol. 2 – El Plan - Back on Track – Ram Herrera - Histórico – La Fiebre - Incomparable – Sólido - Un Beso es Suficiente – Vilax                                                              | - Al Estilo Rancherón – Los Dos Carnales (empate) - Volando Alto – Palomo (empate) - Vamos Bien – Calibre 50 - De Vieja Escuela – Gera Demara - Diez – La Energía Norteña - Recordando a una Leyenda – Los Plebes del Rancho de Ariel Camacho e Christian Nodal |
| Melhor Canção Regional | |
| - "Aquí Abajo" – Christian Nodal - "Cicatrices" – Nora González com Lupita Infante - "40 y 21" – Beto Zapata - "Que Se Sepa Nuestro Amor" – Mon Laferte e Alejandro Fernández - "Tuyo y Mío" – Camilo e Los Dos Carnales | |

### Instrumental
| Melhor Álbum Instrumental |
| --- |
| - Toquinho e Yamandu Costa - Bachianinha (Live at Rio Montreaux Jazz Festival) – Toquinho e Yamandu Costa - Entretiempo y Tiempo – Omar Acosta e Sergio Menem - Cristovão Bastos e Rogério Caetano – Cristovão Bastos e Rogério Caetano - Canto da Praya - Ao Vivo – Hamilton de Holanda e Mestrinho - Le Petit Garage (Live) – Ara Malikian |

### Tradicional
| Melhor Álbum de Música Folclórica | Melhor Álbum de Tango |
| --- | --- |
| - Ancestras – Petrona Martinez - Amor Pasado – Leonel García - Jemas – Tato Marenco - Renacer – Nahuel Pennisi - Vocal – Alejandro Zavala                              | - Tinto Tango Plays Piazzolla – Tinto Tango - Tango of the Americas – Pan American Symphony Orchestra - 348 – Federico Pereiro - 100 Años – Quinteto Revolucionario - Tanghetto Plays Piazzolla – Tanghetto |
| Melhor Álbum de Música Flamenca | |
| - Un Nuevo Universo – Pepe de Lucía - Alma de Pura Raza – Paco Candela - Amor – Israel Fernández e Diego Del Morao - Herencia – Rafael Riqueni - El Rey – María Toledo | |

### Jazz
| Melhor Álbum de Jazz Latino/Jazz |
| --- |
| - Voyager – Iván Melon Lewis - Bruma: Celebrating Milton Nascimiento – Antonio Adolfo - Ontology – Roxana Amed - Family – Edmar Castañeda - El Arte del Bolero – Miguel Zenón e Luis Perdomo |

### Cristã
| Melhor Álbum de Música Cristã (Língua Espanhola)                                                                                         | Melhor Álbum de Música Cristã (Língua Portuguesa) |
| --- | --- |
| - Ya Me Vi – Aroddy - Hora Dorada – Anagrace - Redención – Aline Barros - Vida Encontré – Majo y Dan - Milagro de Amar – William Perdomo | - Seguir Teu Coração – Anderson Freire - Catarse: Lado B – Daniela Araújo - Sarah Farias (Ao Vivo) – Sarah Farias - Sentido – Leonardo Gonçalves - Eli Soares 10 Anos – Eli Soares |

### Língua Portuguesa
| Melhor Álbum de Pop Contemporâneo em Língua Portuguesa | Melhor Álbum de Rock ou Música Alternativa em Língua Portuguesa |
| --- | --- |
| - Cor – Anavitória - A Bolha – Vitor Kley - Duda Beat & Nando Reis – Nando Reis e Duda Beat - Será que Você Vai Acreditar? – Fernanda Takai - Chegamos Sozinhos em Casa Vol1 – Tuyo | - Álbum Rosa – A Cor do Som - Emidoinã – André Abujamra - OxeAxeExu – BaianaSystem - Assim Tocam Meus Tambores – Marcelo D2 - Fôlego – Scalene - O Bar Me Chama – Velhas Virgens |
| Melhor Álbum de Samba/Pagode | Melhor Álbum de Música Popular Brasileira |
| - Sempre Se Pode Sonhar – Paulinho da Viola - Rio: Só Vendo a Vista – Martinho da Vila - Nei Lopes, Projeto Coisa Fina e Guga Stroeter no Pagode Black Tie – Nei Lopes, Projeto Coisa Fina e Guga Stroeter - Samba de Verão – Diogo Nogueira - Onze (Músicas Inéditas de Adoniran Barbosa) – Vários artistas | - Canções d'Além-mar – Zeca Baleiro - H.O.J.E – Delia Fischer - Tempo de Viver – Thiago Holanda - Bom Mesmo é Estar Debaixo D'Água – Luedji Luna - Do Meu Coração Nu – Zé Manoel |
| Melhor Álbum de Música Sertaneja | Melhor Álbum de Música de Raízes em Língua Portuguesa |
| - Tempo de Romance – Chitãozinho & Xororó - Daniel em Casa – Daniel - Patroas – Marília Mendonça e Maiara & Maraísa - Conquistas – Os Barões da Pisadinha - Pra Ouvir no Fone – Michel Teló | - Arraía da Veveta – Ivete Sangalo - Sambadeiras – Luiz Caldas - Do Coração – Sara Correia - Orin a Língua dos Anjos – Orquestra Afrosinfônica - Eu e Vocês – Elba Ramalho       |
| Melhor Canção em Língua Portuguesa | |
| - "Lisboa" – Anavitória e Lenine - "A Cidade" – Chico Chico e João Mantuano - "Amores e Flores" – Melim - "Espera a Primavera" – Nando Reis - "Lágrimas de Alegria" – Maneva e Natiruts - "Mulheres Não Têm Que Chorar" – Ivete Sangalo e Emicida                                                            | |

### Infantil
| Melhor Álbum Infantil Latino |
| --- |
| - Tu Rockcito Filarmónico – Tu Rockcito e Orquesta Filarmónica de Medellín - Otra Vuelta al Sol – Cantoalegre - Danilo & Chapis, Vol. 1 – Danilo & Chapis - Canciones de Cuna – Mi Casa Es Tu Casa - Nanas Consentidoras – Victoria Sur |

### Clássica
| Melhor Álbum de Música Clássica | Melhor Obra/Composição Clássica Contemporânea |
| --- | --- |
| - Latin American Classics – Kristhyan Benitez - Beethoven: Révolution, Symphonies 1 à 5 – Jordi Savall e Le Concert des Nations - Claudio Santoro: A Obra Integral Para Violoncelo e Piano – Ney Fialkow e Hugo Pilger - Music from Cuba and Spain, Sierra: Sonata para Guitarra – Manuel Barrueco - Tres Historias Concertantes – Héctor Infanzón | - "Music from Cuba and Spain, Sierra: Sonata para Guitarra" – Manuel Barrueco - "Concierto para Violín y Orquesta-Remembranzas" – Héctor Infanzón & William Harvey - "Cuatro" – Orlando Jacinto Garcia com part. de Amernet String Quartet - "Desde la Tierra que Habito" – Ensamble Contemporáneo Universitario (ECU) e Banda de Conciertos de Cartago (BCC) - "Falling Out of Time" – Osvaldo Golijov |

### Arranjo
| Melhor Arranjo |
| --- |
| - "Ojalá que Llueva Café (Versión Privé)" – Juan Luis Guerra - "Blue in Green (Sky and Sea)" – Roxana Amed - "Tierra Mestiza" – America Viva Band - "Adiós Nonino" – Jorge Calandrelli - "Um Beijo" – Melody Gardot |

### Projeto Gráfico
| Melhor Projecto Gráfico de um Álbum |
| --- |
| - Colegas – Gilberto Santa Rosa - Lo Que Me Dé La Gana – Dani Martín - Madrid Nuclear – Leiva - Puta – Zahara - Tragas o Escupes – Jarabe de Palo |

### Produção
| Melhor Álbum de Engenharia de Gravação | Produtor do Ano                                                   |
| --- | ----------------------------------------------------------------- |
| - El Madrileño – C. Tangana - Bpm – Salvador Sobral - Bruma: Celebrating Milton Nascimiento – Antonio Adolfo - Iceberg – Priscila Tossan - Un Canto por México, Vol. 2 – Natalia Lafourcade | - Edgar Barrera - Alizar - Marcos Sánchez - Bizarrap - Dan Warner |

### Vídeo Musical
| Melhor Vídeo Musical Versão Curta | Melhor Video Musical Versão Longa |
| --- | --- |
| - "Un Amor Eterno" – Marc Anthony - "Reza Forte" – BaianaSystem com part. de BNegão - "Mi Huella" – Fuel Fandango com part. de María José Llergo - "Visceral" – Fran, Carlos Do Complexo e Bibi Caetano - "De una vez" – Selena Gomez | - Entre Mar y Palmeras – Juan Luis Guerra - Un Segundo MTV Unplugged – Café Tacvba - Mulher – Carolina Deslandes - Origen (Documental) – Juanes - Quien Me Tañe Escucha Mis Voces (Documental) – Gastón Lafourcade |

### Prêmios Especiais[8][9]
| Personalidade do Ano                        | Prêmio Excelência Musical |
| ------------------------------------------- | --- |
| - Rubén Blades                              | - Martinho da Vila - Emmanuel - Pete Escovedo - Sheila E. - Fito Páez - Milly Quezada - Joaquín Sabina - Gilberto Santa Rosa |
| Prêmio do Conselho Diretivo                 | |
| - Guillermo "Memo" Acosta - Egidio Cuadrado | |